# سبوليتا
سبوليتا (Σπολάιτα) هي قرية شبه جبلية في الوحدة الإقليمية أيتوليا كي أكارنانيا على ارتفاع 180 متر.

## الجغرافيا - المشاهد
تقع سبوليتا بجوار وشرق بحيرة ستراتوس الاصطناعية على مسافة 9.5 كم شمال غرب أغرينيو. تم بناؤها على تلة خضراء تطل على البحيرة وجبال زيروميروس. يعمل سكانها بشكل رئيسي في الزراعة وتربية الحيوانات. على الضفة المقابلة للبحيرة وحول الجزء العلوي من التل تقع «باليوكاسترو» أو «قلعة سبوليتا» (بارتفاع 119 مترًا) وهي مستوطنة محصنة تم التنقيب عنها في أيتوليا القديمة، ولم يتم تحديدها بعد. من المحتمل أنها قلعة مدينة أغرينيو القديمة. عُثر في الداخل على آثار مباني وحفريات، بشكل رئيسي على الجانب الشمالي. وخارجها تم الكشف عن دير قديم إلى الغرب من التل، في موقع «كاتسبيبيريكا» عام 1986. تم إعلان المنطقة بأكملها موقعًا أثريًا منذ عام 2000. يقع جسر ماتسوكيو المعدني إلى الشمال من القرية وعلى مسافة 3 كم، بينما تقع كنيسة قبة أجيوس يوانيس من ريجاناس التي يعود تاريخها إلى عام 1815 في نفس الاتجاه في منطقة «فاتوكامبوس» وعلى تلة بشكل صليب.

## إداريا
تم ذكر سبوليتا كمستوطنة في عام 1835 ليتم إلحاقها ببلدية أغرينيو وفي عام 1912، وتم إددراجها كمقر كومونة. وفقًا لخطة كاليكراتيس، شكلت مع ألونيا كومونة سبوليتيس المحلية، والتي تنتمي إلى وحدة نيابوليس البلدية التابعة لبلدية أغرينيو. بلغ عدد سكان الكومونة 564 نسمة والمستوطنة 548 نسمة وفقًا لتعداد عام 2011.